# Tournée de l'équipe de France de rugby à XV en 2017
L'équipe de France de rugby à XV effectue du 10 au 24 juin 2017 une tournée en Afrique du Sud,,.

## Résultats complets
| No | Date         | Lieu                                              | Match                   | Score   | Compétition |
| -- | ------------ | ------------------------------------------------- | ----------------------- | ------- | ----------- |
| 1  | 10 juin 2017 | Loftus Versfeld Stadium, Pretoria, Afrique du Sud | Afrique du Sud – France | 37 – 14 | test match  |
| 2  | 17 juin 2017 | Kings Park Stadium, Durban, Afrique du Sud        | Afrique du Sud – France | 37 – 15 | test match  |
| 3  | 24 juin 2017 | Ellis Park Stadium, Johannesbourg, Afrique du Sud | Afrique du Sud – France | 35 – 12 | test match  |